# Steve Alten
Steven Robert Alten (nacido el 21 de agosto de 1959 en Filadelfia) es un escritor estadounidense de ciencia ficción. Es conocido por la serie de novelas Meg, basadas en supervivencia ficticia del megalodón, un tiburón gigante prehistórico.

## Biografía
Alten tiene una licenciatura de la Universidad Estatal de Pensilvania, una maestría en medicina deportiva de la Universidad de Delaware, y un doctorado en administración deportiva de la Universidad del Temple. Alten es el fundador y director de Adopt-An-Author, un programa nacional de lectura gratuita para escuelas secundarias que promueve obras de seis autores, incluidas las suyas.

### Novelas
Serie Meg:
1. Meg, o Megalodón (Meg: A Novel of Deep Terror) (1997)[3]
1.1. Meg, Angel of Death: Survival (2020), novela corta
2. Meg: la fosa (The Trench, o The Trench: Meg 2) (1999)
3. Aquas primitivas (Meg: Primal Waters) (2004)
4. Meg: Hell's Aquarium (2009)
5. Meg: Origins (2011), precuela
6. Meg: Nightstalkers (2016)
7. Meg: Generations (2018)
8. Meg: Purgatory (TBA)

Trilogía Maya (Domain, o The Mayan):
1. El testemento maya (Domain, o The Mayan Prophecy) (2001)
2. La resurrección maya (Resurrection, o The Mayan Resurrection) (2004)
3. Apocalipsis Maya: la era del miedo (Phobos: Mayan Fear, o The Mayan Destiny) (2009)

Serie El lago (The Loch):
1. El lago (The Loch) (2005)
2. Vostok (2014)
3. The Loch: Heaven's Lake (2019)

Independientes:
- Fathom (1998)
- Goliat: el fin de los mares (Goliath) (2002)
- Al borde del infierno (The Shell Game) (2007)
- El ángel de la muerte: fin de los días (Grim Reaper: End of Days) (2010)
- Proyecto Omega (The Omega Project) (2013)
- Sharkman (2014)
- Undisclosed (2017)

### Novelas Gráficas
- Meg: The Graphic Novel (2018), con J.S. Earls y Mike S. Miller

## Adaptaciones
- Megalodón (2018), película dirigida por Jon Turteltaub, basada en la novela Meg.[4]